# كريم مأمون
كريم مأمون مواليد 18 نوفمبر 1979 في مصر، هو لاعب كرة مضرب مصري ويحتل حالياً المرتبة رقم. 909 في تصنيف رابطة محترفي التنس.

## روابط خارجية
- كريم محمد على موقع رابطة محترفي التنس (الإنجليزية)
- كريم محمد على موقع الاتحاد الدولي لكرة المضرب (الإنجليزية)
- كريم محمد على موقع كأس ديفيز (الإنجليزية)
- كريم محمد على موقع خلاصة التنس.كوم (الإنجليزية)